# یواس‌اس والو (ای‌آراس-۲۸)
یواس‌اس والو (ای‌آراس-۲۸) (به انگلیسی: USS Valve (ARS-28)) یک کشتی بود که طول آن ۲۱۳ فوت ۶ اینچ (۶۵٫۰۷ متر) بود. این کشتی در سال ۱۹۴۳ ساخته شد.